# 馬爾科·科里米
馬爾科·科里米（義大利語：Marco Crimi；1990年3月17日—）是一位意大利足球運動員，在場上的位置是右後衛。他現在效力於意大利足球乙級聯賽球隊格羅瑟托足球俱樂部。他也曾代表意大利U21國家足球隊參加賽事。 